# Robbie Slater

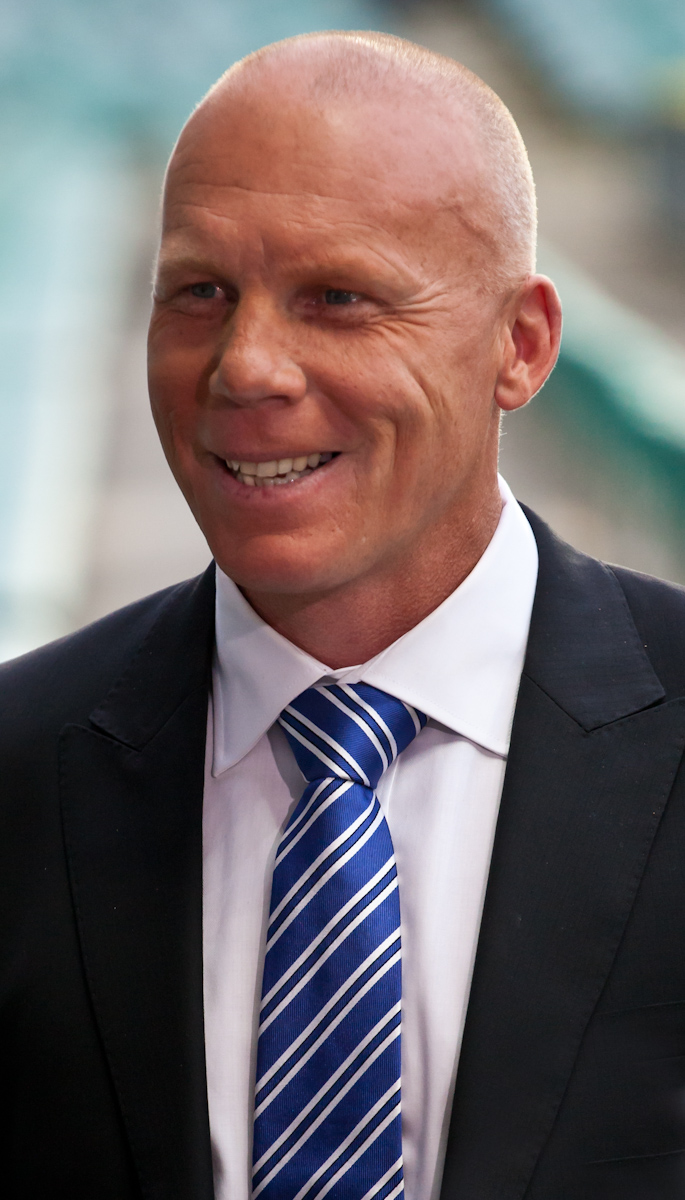
Robbie Slater

Robert "Robbie" Slater (Ormskirk, 22 de novembro de 1964) é um ex-futebolista profissional australiano que atuava como meia.

## Carreira
Por duas oportunidades, Robbie Slater foi, eleito melhor futebolista da Oceânia, 1991 e 1993, quando atuava no RC Lens, na França. Além do futebol francês, jogou na Austrália, Bélgica e Inglaterra.

## Seleção
Slater integrou a Seleção Australiana de Futebol na Copa das Confederações de 1997.

## Títulos
Austrália
- Copa das Confederações: Vice - 1997